# 756

## Evenimente
- Războaiele Bizantino-Bulgare. Bătălia de la Marcellae (Bulgaria). Conflict între armatele Primului Imperiu Bulgar și ale Imperiului Bizantin, încheiat cu victoria bizantină.

## Nașteri
- dată necunoscută: Abu Nuwas poet irakian (d. 814)

## Decese
- Aistulf al longobarzilor, rege al longobarzilor din 749, duce de Friuli din 744, duce de Spoleto din 751 (n. ?)